# Draveil
Draveil é uma comuna francesa situada a vinte quilômetros a sudeste de Paris, no departamento de Essonne na região da Ilha de França. É a cidade sede do Cantão de Draveil e do decanato de Sénart-Draveil.
Sítio implantado entre o planalto agrícolas e florestais do Brie e o vale do Sena, ocupado desde o Neolítico e depois o período galo-romano, compartilhado sucessivamente entre os poderosos mosteiros e gentis-homens, tornada desde o século XIX o encontro de repouso da burguesia e círculos artísticos e acadêmicos de Paris, a comuna foi, desde século XX loteada, com pavilhões de subúrbios baratos com a primeira cidade-jardim da França, em seguida, através de vários grandes conjuntos habitacionais durante a década de 1960. Hoje ele é comum, principalmente residenciais para o ambiente protegido, entre a floresta de Sénart e as margens do rio, conhecido por abrigar em seu território uma grande parte da Base de plein air et de loisirs du Port-aux-Cerises.
Seus habitantes são chamados de Draveillois.

## Toponímia
Draverno em uma moeda merovíngia, Dravernum in Brigeio em 635, Dravernum em seguida Dravellum no século XII, Dravolium, Dravel em 1196, Dravern, Drevert, Drevet, para encontrar sua forma atual no século XIIIxix. A comuna foi fundada em 1793 com o seu nome atual.
Draveil ou Dravernum vem do celta draen*, "espinho".

## História

### As origens
A presença humana durante o período neolítico é atestada pela descoberta d menir chamado La Pierre à Mousseaux datado a partir do IV milênio antes de Cristo e confirmado pela presença de ferramentas e armas de sílex talhadas em Mainville. Os Gauleses chamavam o local Dracvern que significa "o espírito dos Amieiros". Os Romanos chamaram Dravernum. Na época merovíngia foi instalado neste local uma oficina de moeda, da qual foi extraído um terço de sou de ouro com o nome Draverno, agora conservado no gabinete des medalhas da Biblioteca Nacional da França.

### Senhorios eclesiásticos e nobres

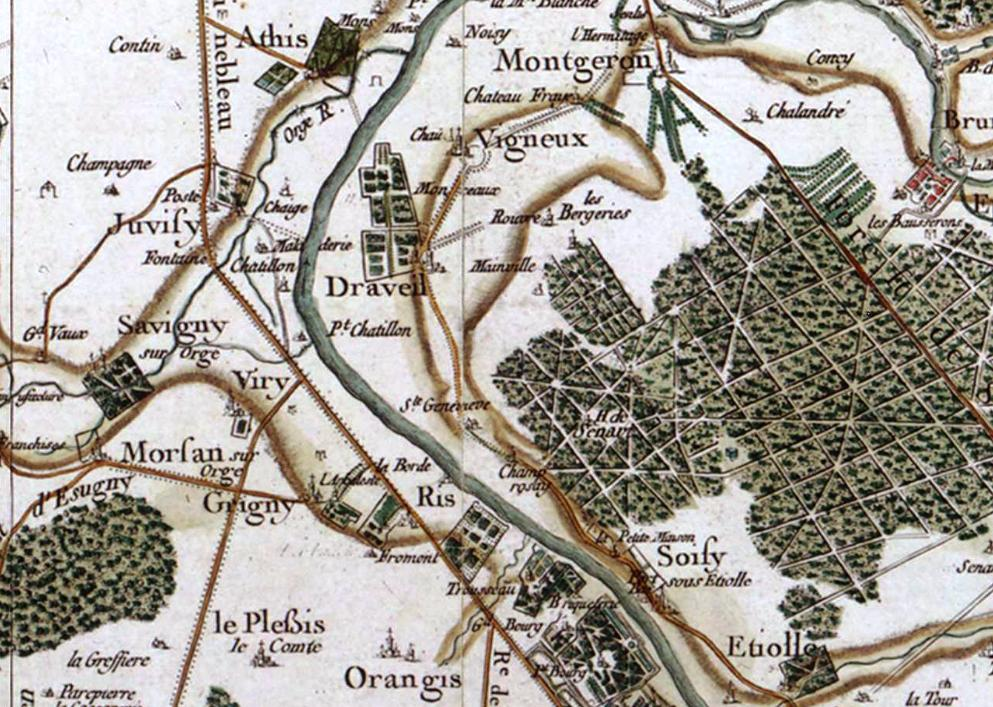
Mapa de Draveil no seculo XVII por Cassini.

A primeira menção escrita do lugar veio sob o reinado de Dagoberto I que em sua morte deu as terras para a basílica de Saint-Pierre, dependente da abadia de Sainte-Geneviève de Paris. Em 732, o abade Trotbalde trouxe para Dravern as relíquias de São Hilário, bispo de Poitiers.
Em 1093, o lugar foi partilhado entre a abadia de Sainte-Geneviève e os senhorios laicos, como Hugues de Draveil ou Robert de Dravello no século XII. Neste momento, a fazenda de Champrosay pertencia ao Hôtel-Dieu de Paris e alimentado pelo rio Sena depois da Port aux Malades. Desde a Idade Média, o território é dividido em três aldeias, o burgo rendeu para as abadessas de Saint-Louis de Poissy, Champrosay ao Hôtel-Dieu de Paris, e Mainville, onde residia viticultores e lenhadores. 
No século XIII, foi criada a ermida Notre-Dame-de-Consolation na Floresta de Senart. 
Em 1481 , foi construído o primeiro château des Bergeries para a família dos Rouvres. Em 1547 foi concluída a reconstrução da igreja dedicada a Saint-Rémi.
Em 1720, o burgo e uma grande parte do terreno envolvente foram cedidos para Charles Marin de La Haia, que construiu o castelo de Draveil. No século XVIII, a floresta de Senart foi um rendez-vous de caça real, é aqui que Luís XV, reuniu-se o que mais tarde se tornou Madame de Pompadour. Em 1783, o conde Marc-Marie de Bombelles fez reconstruir o castelo de Villiers. Em 1786 foi reconstruída a igreja Saint-Rémi. Em 1827, o château des Bergeries foi vendida para a Coroa. O rei Carlos X, decidiu torná-lo um lugar de sericultura.
Em 1838, foi criado o corpo de bombeiros do município. A localização privilegiada entre a floresta e o rio da região, levou a Draveil, como em outras, o desenvolvimento do resort da burguesia parisiense, que construiu as villas e mansões, seguido de loteamento do quartier de la Villa entre 1867 e 1890. Entre 1858 e 1861, foi construída a capela Sainte-Hélène. Em 1862, foi reconstruída a torre do sino da igreja Saint-Rémi. A partir de 1869 foi organizada com a extração de areia nos reservatórios Laveyssière e Mousseaux. Em 1890, a filoxera acabou com a última vinícolas de Champrosay. Em 1893, foi inaugurado o instituto médico-pedagógico Marie-Auxiliatrice, no momento para as meninas jovens anêmicas. Em 1894, foi construída a primeira ponte atravessando o rio Sena antes de sua destruição pelo exército francês em 1940, durante a batalha da França. Em 1898, foi construída a segunda prefeitura da comuna, que desde então se tornou a agência de turismo.

### A greve de 1908

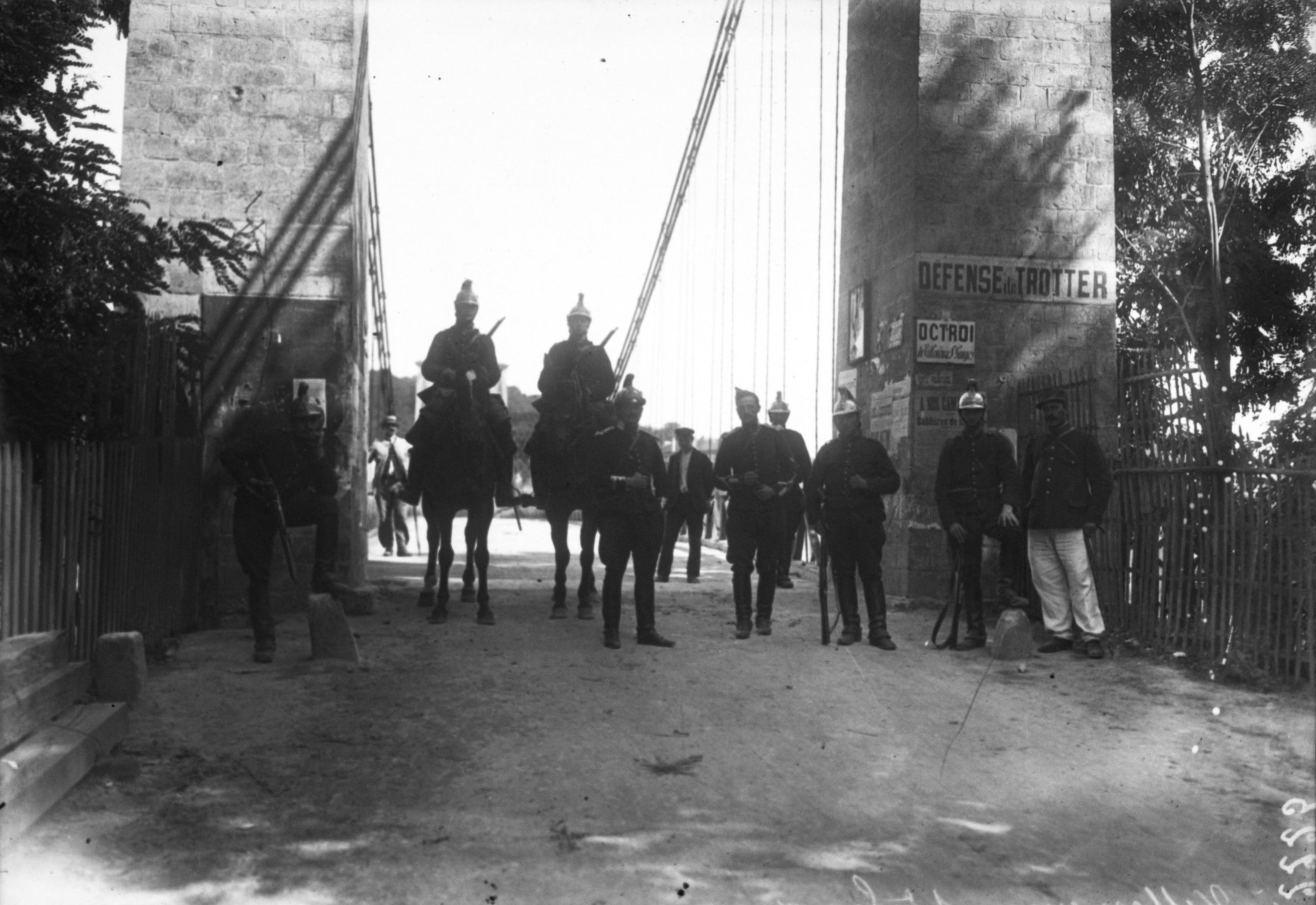
Dragões em guarda em Draveil, em 1908.

A comuna ocupa um lugar importante na história social dos séculos XIX e XX, na sequência das greves firmemente reprimidas que ocorreu em junho de 1908, em reação à insegurança do trabalho mineiro : os trabalhadores se rebelaram contra um salário considerado medíocre por um trabalho muito doloroso. Os eventos de Draveil são considerados hoje como um importante episódio na história do movimento operário francês, porque eles levaram a um confronto entre o central, entre o governo de Georges Clemenceau e a CGT. A confederação saiu enfraquecida, e o seu fim foi o prelúdio para a crise que o sindicalismo revolucionário francês não se relevou.

### Desenvolvimentos modernos
Em 1911, foi criado a primeira cidade-jardim da França, por iniciativa da Société anonyme coopérative à capital variable d’habitations à bon marché, tornada Paris-Jardins. Em 1923 foi construída uma nova caserna dos bombeiros. Em 1926, a associação Sanatorium des Cheminots adquiriu a Villa Kermina para instalar uma unidade de saúde. Em 1934, foi construído o mercado coberto e em 1935, a agência dos correios central. 
Após a Segunda Guerra Mundial, o château des Bergeries se tornou um centro de formação de oficiais, uma escola particular e agora é um local remoto da École nationale de police. Durante a Segunda Guerra Mundial, o casal Georges e Germaine Durand, ganhou fama por vir em auxílio dos perseguidos, com o qual ganhou, em 1997, o título de Justo entre as nações pelo Comitê para o Yad Vashem.
Em favor dos Trinta Gloriosos e da onda imobiliária foram construídos bairros novos. Em 1952 foi inaugurada a escola particular católica Notre-Dame. Em 1963, a maison Chapuis, que foi adquirida pelo município, se tornou a prefeitura. Em 1967, foi inaugurado o hospital Joffre-Dupuytren e em <19 de março, de 1967, foi benzida a capela de Notre-Dame-de-la Paix. O foi inaugurada a nova ponte do Primeiro Exército francês. Em 1989, a comuna foi dotada de um teatro.

## Cidades geminadas
Draveil desenvolveu associações de geminação com :
- Esmoriz (Portugal) desde 1990, localizada a 1 221 km.
- Hove (Reino Unido) desde 1990, em inglês Hove, localizada a 302,20 quilômetros.
- Oberkirch (Alemanha) desde 1971, em alemão Oberkirch, localizada a 418,20 quilômetros.
- Păltinoasa, localizada a 1 750 km.

## Galeria

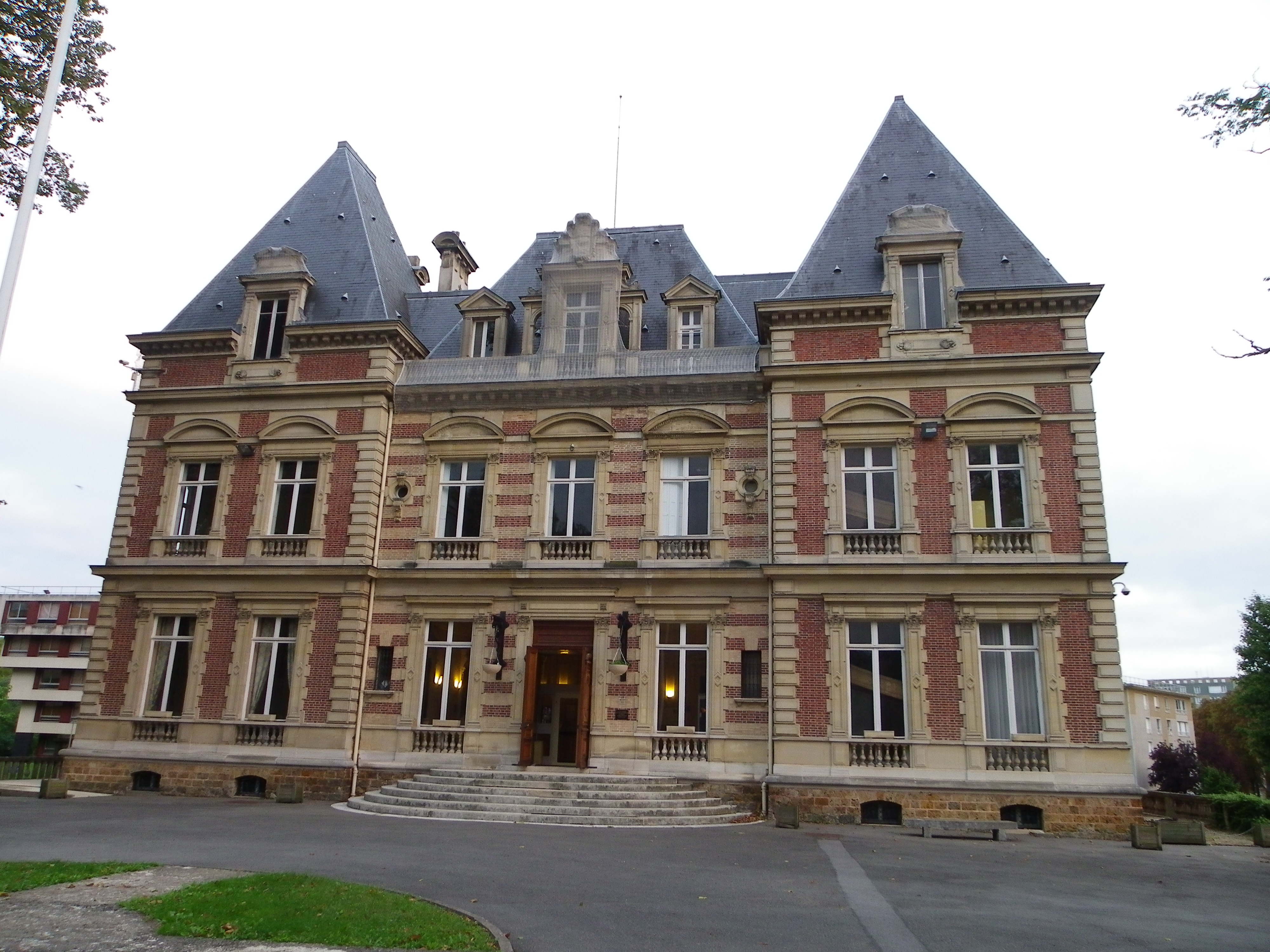
Château des Bergeries.
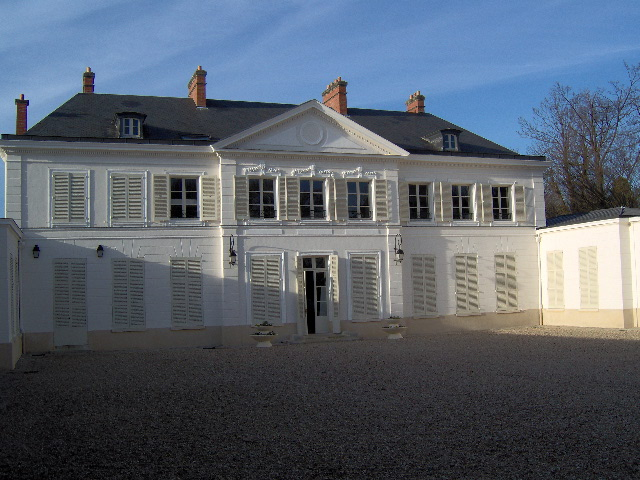
A fachada Leste do château de Villiers.
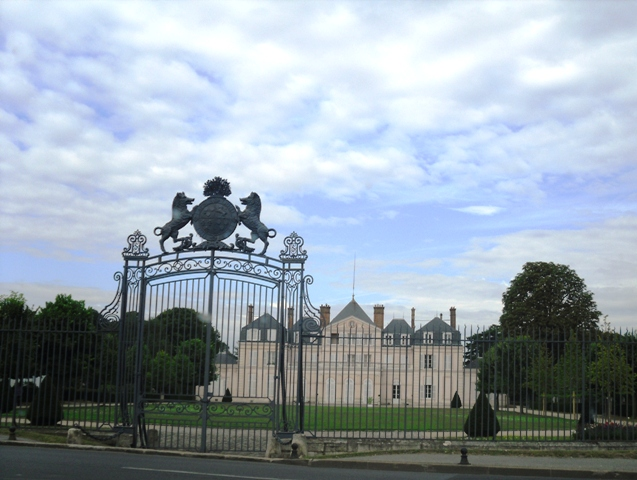
A fachada Leste do château de Paris-Jardin.
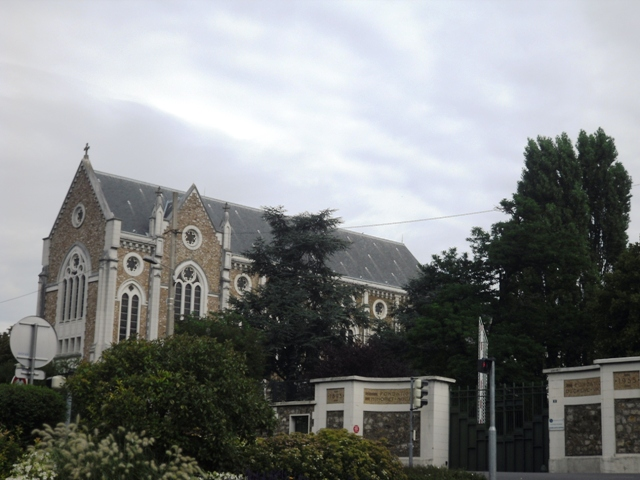
O dormitório da instituição Marie-Auxiliadora.
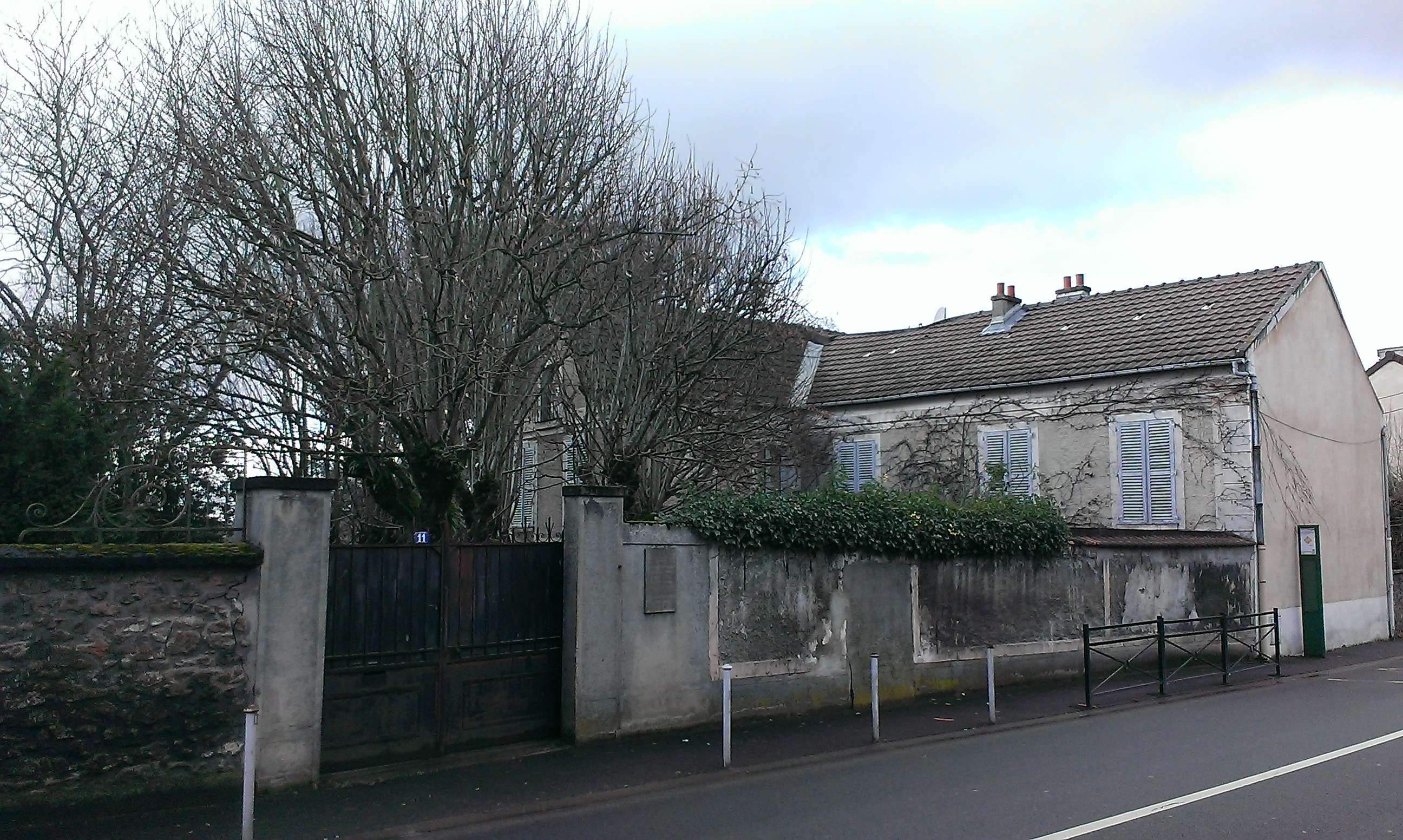
Casa de Eugène Delacroix

## Personalidades ligadas à comuna

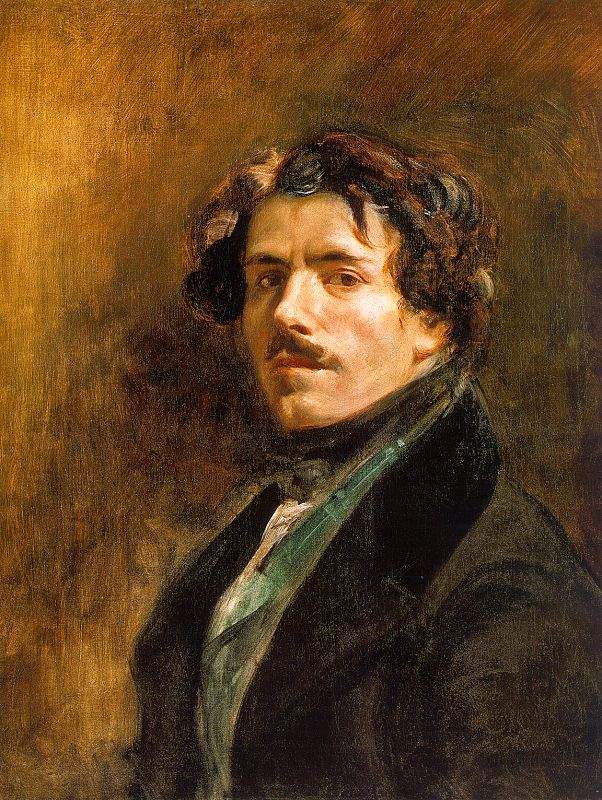
Eugène Delacroix, auto-retrato de jaqueta verde.

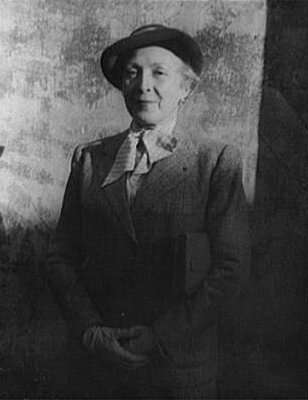
Marie Laurencin fotografada por Carl van Vechten.

- Gilbert du Motier de La Fayette (1757-1834), general e político
- Eugène Delacroix (1798-1863), artista pintor
- Ivan Turgueniev (1818-1883), escritor russo
- Gaspard-Félix Tournachon, dito Nadar (1820-1910)
- Edmond de Goncourt (1822-1896), escritor
- Alphonse Daudet (1840-1897), escritor